# I Predict 1990
I Predict 1990 je čtvrté album amerického zpěváka a skladatele Steve Taylora, vydané v roce 1987.

## Seznam skladeb
1. "I Blew Up The Clinic Real Good" – 4:12
2. "What Is The Measure of Your Success?" – 4:39
3. "Since I Gave Up Hope I Feel A Lot Better" – 3:29
4. "Babylon" – 4:51
5. "Jim Morrison's Grave" – 4:29
6. "Svengali" – 4:30
7. "Carl Jung and the Restless" – 4:32
8. "Innocence Lost" – 5:03
9. "A Principled Man" – 3:27
10. "Harder To Believe Than Not To" – 4:32

## Sestava
- Steve Taylor: zpěv, perkuse
- Dave Thrush: saxofon
- Jeff Stone: kytara
- Glen Holmen: baskytara
- Jack Kelly: bicí
- Steve Goomas: klávesy
- Gym Nicholson: kytara
- Papa John Creach: housle
- další